# Kleisoura

Frontera árabe-bizantina entre los siglos y

En el Imperio bizantino, una kleisoura (en griego: κλεισούρα "recinto, pasaje") era el nombre tradicionalmente usado para un paso de montaña fortificado y por extensión para el distrito militar que lo protegía. Para finales del siglo VII, fue usado de forma general a distritos de frontera más extensos que un mero paso pero menores que los temas.
Normalmente se ubicaban a lo largo de la frontera oriental del Imperio con el Califato a lo largo de la línea de los montes Tauro-Antitauro. Su contraparte islámica en Cilicia y Mesopotamia eran los al-thughūr.
En el oeste del imperio, sólo Estrimón fue llamado kleisoura. Una kleisoura o kleisourarchia era gobernada autonamente por un kleisourarches (en griego: κλεισουράρχης).
Los kleisourai terminaron evolucionando a temas regulares y el concepto fue abandonado tras el siglo X aunque en épocas posteriores se usó droungos con un significado similar.